# Chrysina chalcothea
Chrysina chalcothea är en skalbaggsart som beskrevs av Bates 1888. Chrysina chalcothea ingår i släktet Chrysina och familjen Rutelidae. Inga underarter finns listade i Catalogue of Life.